# Общее место

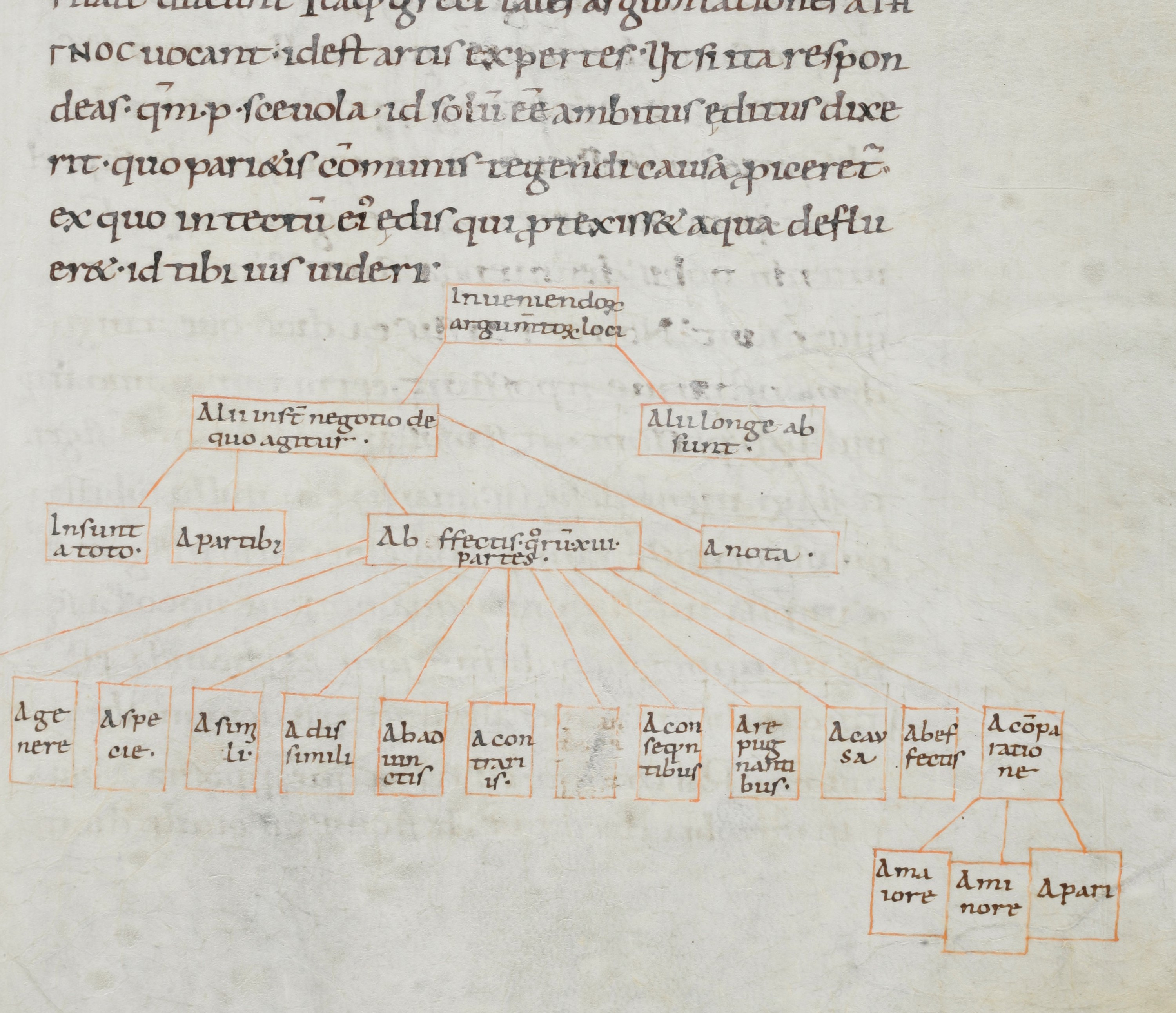
Классификация общих мест по Цицерону (рукопись XI века)

Общее место, топос (др.-греч. τόπος κοινός, лат. locus communis) — один из важнейших терминов классической риторики и литературной теории, обозначает воображаемую тему, обусловливающую выбор данной мысли, данного образа из многих других.

В самом широком смысле слова, согласно распространенным определениям, общие места (loci communes) представляют собой всякий устойчивый набор образов и мотивов, а также сами одинаковые мотивы и ситуации (содержательный аспект), имеющие сходное словесное выражение (аспект стилистический). Последнее важно в связи с проблемой текстуализации мотива — здесь традиция как бы предлагает одно из практических решений данной проблемы. Сказанное относится и к термину топос — в значении «общее место», в котором он, как и его латинский коррелят, восходит к риторической традиции — античной (Протагор, Аристотель, Гермоген, Цицерон) и средневековой [Wilpert 1989, S. 952], причем по своему употреблению термин топос ещё в большей степени, чем locus communis, тяготеет к обозначению устойчивых элементов содержательно-тематического характера.

Согласно Сергею Аверинцеву, «основанная греками и принятая их наследниками поэтика „общего места“ — поэтика, поставившая себя под знак риторики».
Её общие признаки:
- статическая концепция жанра как приличия («уместного», τό πρέπον) в контексте противоположения «возвышенного» и «низменного»;
- неоспоренность идеала передаваемого из поколения в поколение и кодифицируемого в нормативистской теории ремесленного умения (τέχνη);
- господство так называемой рассудочности, то есть ограниченного рационализма (схоластики).

В новейшее время «общее место» употребляется (нетерминологически) в негативном смысле, как синоним пошлости.

## Топосы всредневековой литературе
Топика в латинской традиции связывалась скорее с содержанием, чем с выражением, и была наиболее подвижной её частью, гораздо легче других поддающейся разного рода транспозициям. В этой области «классическая» традиция отделялась от традиций на народном языке не столько границей, сколько широкой промежуточной зоной.
К топосам относятся:
- обозначения природных явлений (пейзажей, времен года),
- человеческих чувств (дружбы, любви, сознания быстротечности времени),
- возрастов, эстетических и моральных оценок (хвалы, поношения, утешения),
- поведения, характерного для отдельных людей или групп.

Топосы, имеющие наиболее прочные корни в практике латинской словесности, возникают в определённых узловых моментах произведения, главным образом в заключении и особенно в зачине: таковы, например, формула скромности, объявление о неслыханных прежде вещах, жалобы на безумные времена и упадок нравов.
Топосы заняли особое место в исследованиях медиевистов потому, что они стали объектом теоретического осмысления со стороны авторов риторик.
В русской средневековой литературе наиболее разнообразная и разработанная топика сформировалась в монашеских житиях, что также свойственно и византийской агиографии.